# 헤르만 슈타우딩거

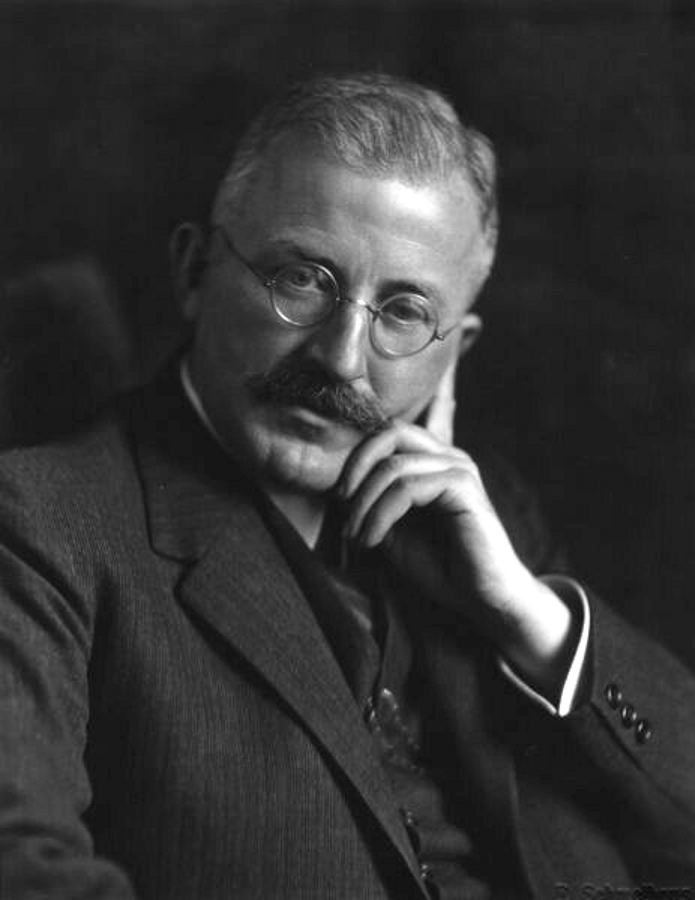
헤르만 슈타우딩거 (1935년)

헤르만 슈타우딩거(독일어: Hermann Staudinger, 1881년 3월 23일 ~ 1965년 9월 8일)는 독일의 화학자이다.
프라이부르크 대학교 및 ETH 취리히의 교수와 동 대학교 고분자 화학 연구소장을 역임하였다. 고무를 이루고 있는 물질을 연구하여, 그 물질이 고분자 화합물로 긴 쇠사슬 모양의 분자로 되어 있음을 밝혀냈다. 또 고분자 화합물 용액의 농도·점도와 그 물질의 분자량과의 관계를 연구하여 '슈타우딩거 식'을 발표하였다. 1953년 노벨 화학상을 받았다. 그는 케텐을 처음 연구한 과학자로도 알려져 있다.

## 같이 보기
- 베타-락탐
- 카벤
- 초원자가 분자
- 폴리아세탈